# 乙酸-2-乙基己酯
乙酸-2-乙基己酯是一种有机化合物，化学式为C10H20O2。它在欧盟经济区的生产量或进口量超1000吨/年。它可用于生产涂料产品、纺织品处理产品等。

## 制备
乙酸-2-乙基己酯可由乙酸和2-乙基己醇在硫酸催化下反应制得。